# Діалог з продовженням
«Діалог з продовженням» — радянський художній фільм 1980 року, знятий на Одеській кіностудії.

## Сюжет
Олексій не бачився з батьком з того часу, як той розлучився з матір'ю. До вступу в літературний інститут син вирішив провідати батька — і пошкодував про втрачений час. Тоді батько категорично відмовився зрозуміти сина. Розсерджений Олексій поїхав, до інституту вступив тільки на четвертий рік. Перед початком навчання син знову приїхав до батька…

## У ролях
- Петро Щербаков — Никанор Олексійович, батько Олексія, директор продовольчого магазину
- Олександр Лапшин — Олексій
- Маріанна Вертинська — Катерина, лікар, кохана жінка Олексія
- Олена Козелькова — мати Олексія
- Степан Бубнов — Серафим Юхимович, «потрібна» людина з Райхарчоторгу
- Софія Павлова — дружина батька
- Євген Філатов — дядя Володя
- Віктор Яковлєв — дядько Сергій
- Володимир Наумцев — екзаменатор
- Олексій Лапшин — Олексій в дитинстві
- Юрій Медведєв — Степан Васильович, виконроб, товариш Олексія
- Василь Векшин — гість за столом
- Микола Горлов — Петрович
- Зінаїда Дьяконова — екзаменатор
- Олександра Вертинська — дівчинка на прийомі у лікаря

## Знімальна група
- Режисери — Олександр Лапшин, Геннадій Карюк
- Сценарист — Олександр Лапшин
- Оператор — Геннадій Карюк
- Композитор — Андрій Геворгян
- Художник — Енріке Родрігес
- Звукооператор: Костянтин Купріянов
- Редактор: Тамара Хміадашвілі
- Директор картини: Ольга Сеніна